# Wizja uszczęśliwiająca

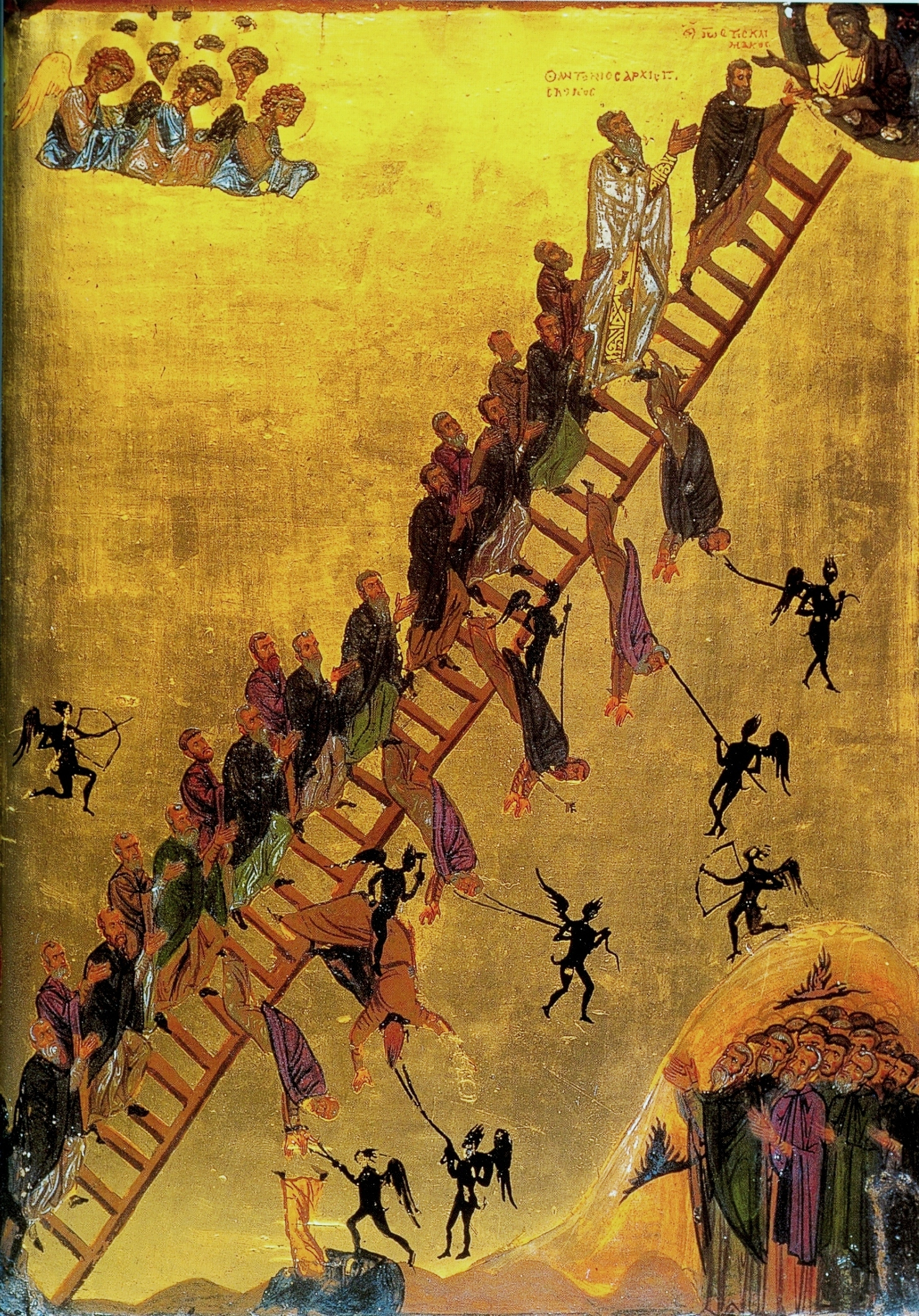
Pośmiertna droga do wizji uszczęśliwiającej w teologii prawosławnej ukazywana jest w formie drabiny Jakubowej (Rdz 28,10-12). Bezpieczny od niepokojenia przez demony przejdzie tę drogę tylko ten, kto za życia osiągnął świętość. (XII w. Klasztor Świętej Katarzyny na Synaju).

Wizja uszcześliwiająca (łac. visio beatifica) – w teologii chrześcijańskiej ostateczne bezpośrednie samoudzielanie się Boga poszczególnym osobom. Wizja ta ma miejsce wtedy, gdy dana osoba osiąga – jako członek odkupionej ludzkości w obcowaniu świętych - doskonałe zbawienie w jego całej pełni, czyli niebo. Określenie wizja podkreśla intelektualny wymiar tego zbawczego doświadczenia, choć obejmuje ono całościowe ludzkie przeżycie rozkoszy, szczęścia płynącego z widzenia Boga ostatecznie twarzą w twarz, a nie niedoskonale przez wiarę (1 Kor 13,11-12).
Wizja uszczęśliwiająca jest powiązana z katolicką i prawosławną prawdą wiary o przebóstwieniu w Chrystusie i postrzegana jest w większości – jeśli nie wszystkich – kościelnych wyznań jako nagroda dla chrześcijan w życiu po śmierci.